# Verteillac
Verteillac est une commune française située dans le département de la Dordogne, en région Nouvelle-Aquitaine.
De 1790 à 2015, la commune était le chef-lieu du canton de Verteillac.

## Géographie

### Généralités
Dans le quart nord-ouest du département de la Dordogne, la commune de Verteillac se trouve en Ribéracois. C'est une commune rurale qui fait partie de l'aire d'attraction de Ribérac, zonage d’étude défini par l'Insee, qui a remplacé en 2020 l'aire urbaine de Ribérac qui n'incluait pas la commune. Son territoire est bordé à l'ouest par la Sauvanie, un affluent de la Lizonne.
La route principale est la route départementale (RD) 708 en direction de Ribérac au sud, et d'Angoulême et Nontron au nord. D'autres routes départementales de moindre importance traversent la commune : la RD 1 qui va au sud-est en direction de Périgueux, la RD 84 qui mène aux abords de Nontron et la RD 97 jusqu'à Saint-Paul-Lizonne.
À l'intersection des RD 1, 97 et 708, le bourg de Verteillac est situé, en distances orthodromiques, 11 km au nord de Ribérac, 13 km au sud-sud-ouest de Mareuil et 33 km au nord-ouest de Périgueux. Il est aussi à 31 km au sud-ouest de Nontron et 37 km au sud-est d'Angoulême.

### Communes limitrophes
Verteillac est limitrophe de sept autres communes dont Lusignac au sud-ouest par un quadripoint.
|                        | Cherval       | La Tour-Blanche-Cercles |
| Saint-Martial-Viveyrol | Verteillac    | Bourg-des-Maisons       |
| Lusignac               | Bertric-Burée | Coutures                |

### Géologie et relief

#### Géologie
Situé sur la plaque nord du Bassin aquitain et bordé à son extrémité nord-est par une frange du Massif central, le département de la Dordogne présente une grande diversité géologique. Les terrains sont disposés en profondeur en strates régulières, témoins d'une sédimentation sur cette ancienne plate-forme marine. Le département peut ainsi être découpé sur le plan géologique en quatre gradins différenciés selon leur âge géologique. Verteillac est située dans le troisième gradin à partir du nord-est, un plateau formé de calcaires hétérogènes du Crétacé.
Les couches affleurantes sur le territoire communal sont constituées de formations superficielles du Quaternaire datant du Cénozoïque, de roches sédimentaires du Mésozoïque. La formation la plus ancienne, notée c3(2), date du Coniacien indifférencié, composée de calcaires gréseux, sables et marnes à la base puis calcaires bioclastiques et calcaires crayeux et glauconieux ou calcaires à huîtres au sommet. La formation la plus récente, notée CFp, fait partie des formations superficielles de type colluvions indifférenciées de versant, de vallon et plateaux issues d'alluvions, molasses, altérites. Le descriptif de ces couches est détaillé dans  les feuilles « no 733 - Montmoreau » et « no 734 - Nontron » de la carte géologique au 1/50 000 de la France métropolitaine, et leurs notices associées,.

Carte géologique de Verteillac.

#### Relief et paysages
Le département de la Dordogne se présente comme un vaste plateau incliné du nord-est (491 m, à la forêt de Vieillecour dans le Nontronnais, à Saint-Pierre-de-Frugie) au sud-ouest (2 m à Lamothe-Montravel). Les altitudes du territoire communal s'échelonnent entre 79 mètres, le long de la Sauvanie en limite occidentale près de l'Épine Basse, et 187 mètres, point situé au Maine, sur la limite orientale de la commune. Le bourg est à environ 130 mètres d'altitude, sur un éperon.
Dans le cadre de la Convention européenne du paysage entrée en vigueur en France le 1er juillet 2006, renforcée par la loi du 8 août 2016 pour la reconquête de la biodiversité, de la nature et des paysages, un atlas des paysages de la Dordogne a été élaboré sous maîtrise d’ouvrage de l’État et publié en octobre 2020. Les paysages du département s'organisent en huit unités paysagères,. La commune est dans le Ribéracois, une région naturelle possédant un relief vallonné avec des altitudes moyennes comprises autour des 130-160 m, sculpté par la Dronne et ses nombreux affluents. Les paysages sont ondulés de grandes cultures dont les vastes horizons contrastent avec les paysages plus cloisonnés de la Dordogne,.

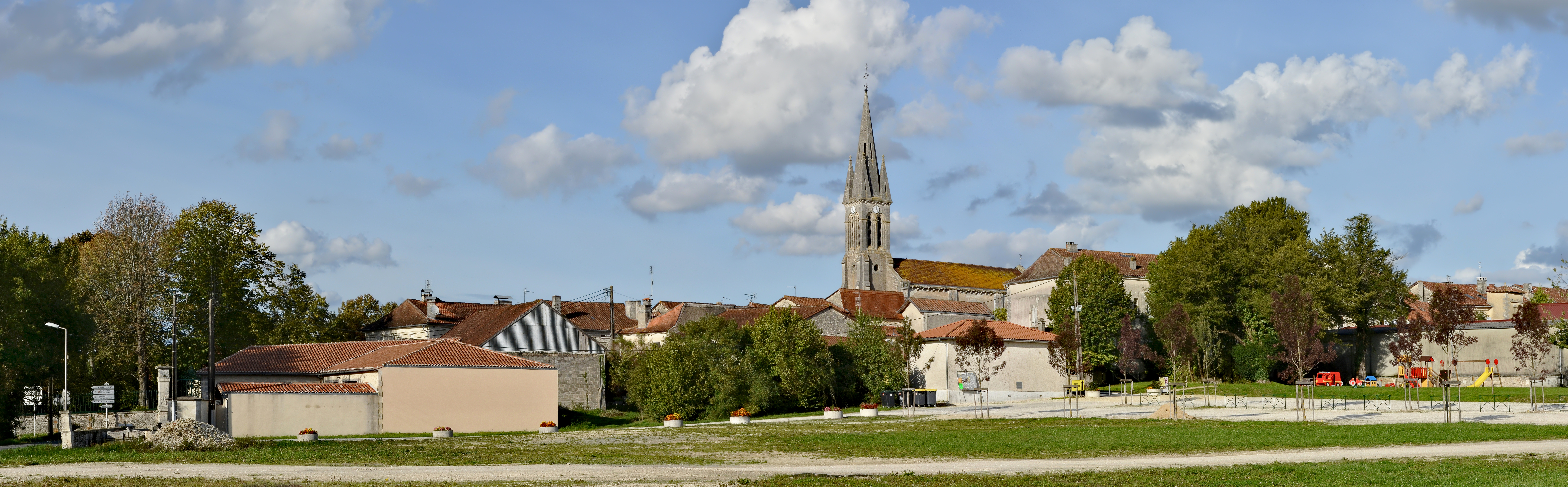
Le bourg de Verteillac, vu du sud-sud-est, depuis la route départementale 97.

Le territoire communal est assez vallonné, et il confine au nord à la plaine céréalière du Périgord blanc. Le bourg occupe une position élevée sur une cuesta faisant face au nord-est.
La superficie cadastrale de la commune publiée par l'Insee, qui sert de référence dans toutes les statistiques, est de 18,44 km2,,. La superficie géographique, issue de la BD Topo, composante du Référentiel à grande échelle produit par l'IGN, est quant à elle de 18,53 km2.

### Hydrographie

#### Réseau hydrographique
La commune est située dans le bassin de la Dordogne au sein du Bassin Adour-Garonne. Elle est drainée par la Sauvanie et par divers petits cours d'eau, qui constituent un réseau hydrographique de 17 km de longueur totale,.
La Sauvanie, d'une longueur totale de 14,58 km, prend sa source dans la commune de Cherval et se jette dans la Lizonne en rive gauche, en limite d'Allemans et Saint-Paul-Lizonne, face à la commune de Saint-Séverin,. Elle borde la commune à l'ouest sur plus de cinq kilomètres et demi, face à Saint-Martial-Viveyrol.

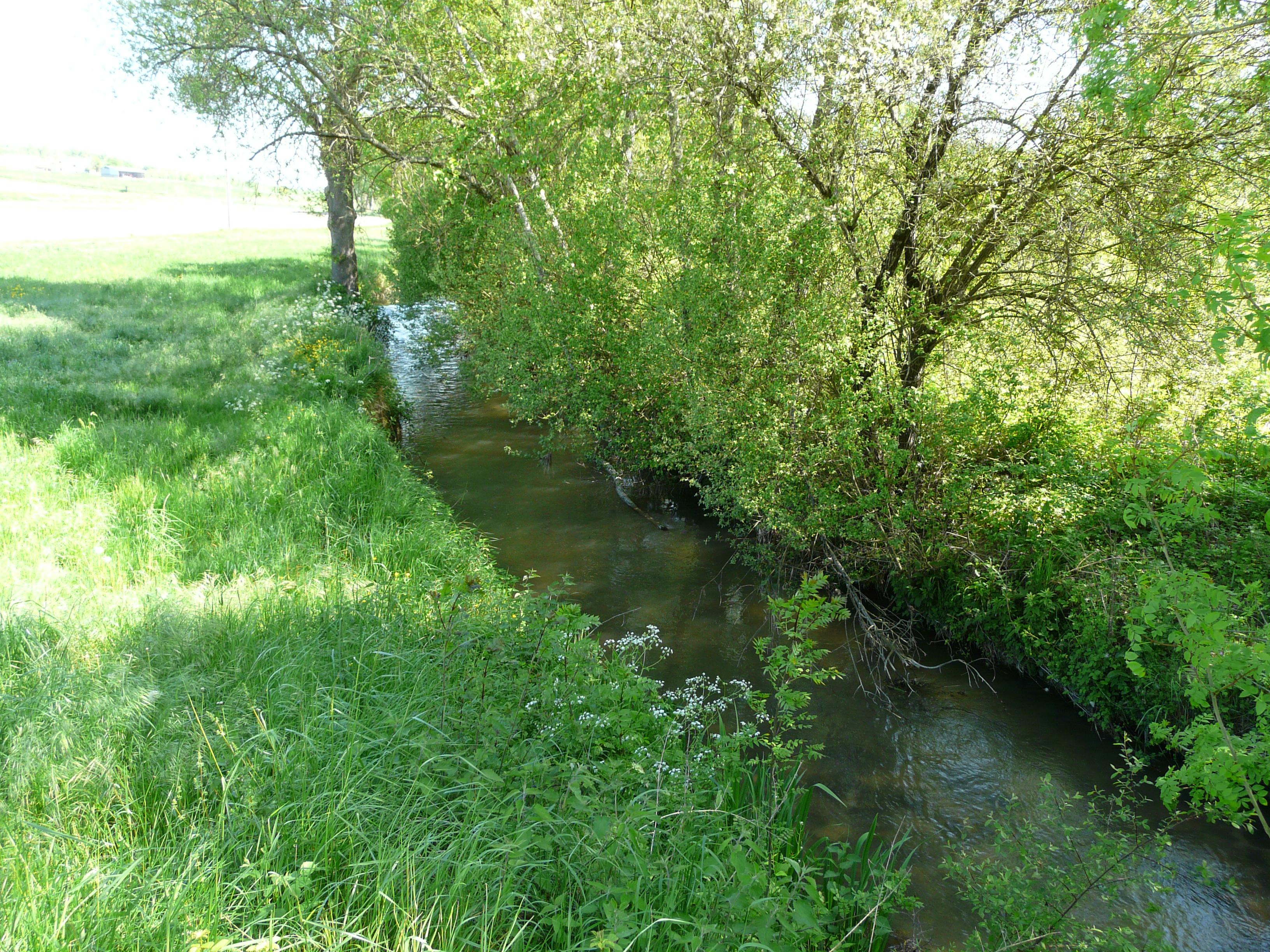
La Sauvanie au pont de l'Épine basse, en limite de Saint-Martial-Viveyrol (à gauche) et Verteillac.
Réseaux hydrographique et routier de Verteillac.

#### Gestion et qualité des eaux
Le territoire communal est couvert par le schéma d'aménagement et de gestion des eaux (SAGE) « Isle - Dronne ». Ce document de planification, dont le territoire regroupe les bassins versants de l'Isle et de la Dronne, d'une superficie de 7 500 km2, a été approuvé le 2 août 2021. La structure porteuse de l'élaboration et de la mise en œuvre est l'établissement public territorial de bassin de la Dordogne (EPIDOR). Il définit sur son territoire les objectifs généraux d’utilisation, de mise en valeur et de protection quantitative et qualitative des ressources en eau superficielle et souterraine, en respect des objectifs de qualité définis dans le troisième SDAGE  du Bassin Adour-Garonne qui couvre la période 2022-2027, approuvé le 10 mars 2022.
La qualité des eaux de baignade et des cours d’eau peut être consultée sur un site dédié géré par les agences de l’eau et l’Agence française pour la biodiversité.

### Climat
Pour des articles plus généraux, voir Climat de la Nouvelle-Aquitaine et Climat de la Dordogne.
Historiquement, la commune est exposée à un climat océanique aquitain.  
En 2020, Météo-France publie une typologie des climats de la France métropolitaine dans laquelle la commune est exposée à un climat océanique altéré et est dans la région climatique  Aquitaine, Gascogne, caractérisée par une pluviométrie abondante au printemps, modérée en automne, un faible ensoleillement au printemps, un été chaud (19,5 °C), des vents faibles, des brouillards fréquents en automne et en hiver et des orages fréquents en été (15 à 20 jours).
Pour la période 1971-2000, la température annuelle moyenne est de 12,4 °C, avec  une amplitude thermique annuelle de 14,7 °C. Le cumul annuel moyen de précipitations est de 903 mm, avec 11,3 jours de précipitations en janvier et 6,9 jours en juillet. Pour la période 1991-2020, la température moyenne annuelle observée sur la station météorologique la plus proche, située sur la commune de Saint-Martial-Viveyrol à 2 km à vol d'oiseau, est de 13,3 °C et le cumul annuel moyen de précipitations est de 862,3 mm,. Pour l'avenir, les paramètres climatiques de la commune estimés pour 2050 selon différents scénarios d’émission de gaz à effet de serre sont consultables sur un site dédié publié par Météo-France en novembre 2022.

## Urbanisme

### Typologie
Au 1er janvier 2024, Verteillac est catégorisée commune rurale à habitat dispersé, selon la nouvelle grille communale de densité à 7 niveaux définie par l'Insee en 2022.
Elle est située hors unité urbaine. Par ailleurs la commune fait partie de l'aire d'attraction de Ribérac, dont elle est une commune de la couronne,. Cette aire, qui regroupe 24 communes, est catégorisée dans les aires de moins de 50 000 habitants,.

### Occupation des sols
L'occupation des sols de la commune, telle qu'elle ressort de la base de données européenne d’occupation biophysique des sols Corine Land Cover (CLC), est marquée par l'importance des territoires agricoles (80,7 % en 2018), une proportion sensiblement équivalente à celle de 1990 (81,5 %). La répartition détaillée en 2018 est la suivante : 
terres arables (59,2 %), forêts (15,3 %), zones agricoles hétérogènes (14,9 %), prairies (6,7 %), zones urbanisées (4 %). L'évolution de l’occupation des sols de la commune et de ses infrastructures peut être observée sur les différentes représentations cartographiques du territoire : la carte de Cassini (XVIIIe siècle), la carte d'état-major (1820-1866) et les cartes ou photos aériennes de l'IGN pour la période actuelle (1950 à aujourd'hui).

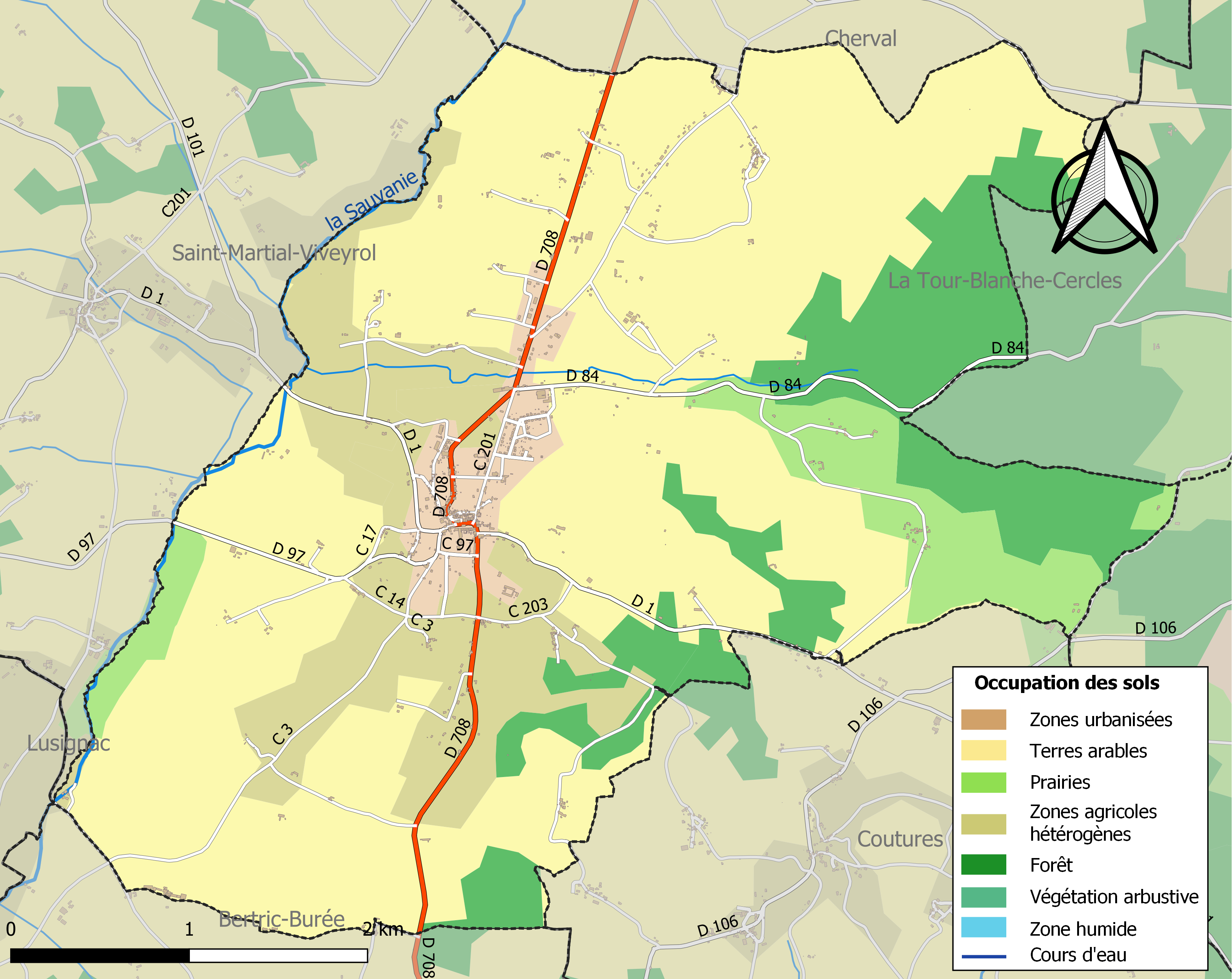
Carte des infrastructures et de l'occupation des sols de la commune en 2018 (CLC).

### Hameaux et lieux-dits
En dehors du bourg qui occupe une position centrale dans la commune, seul le Pontis situé au pied du bourg, au nord, est un hameau assez important, voire un quartier. De nombreux autres petits hameaux et fermes occupent le territoire communal, comme les Siguenies, le Repaire, la Gassoulie, etc.

### Prévention des risques
Le territoire de la commune de Verteillac est vulnérable à différents aléas naturels : météorologiques (tempête, orage, neige, grand froid, canicule ou sécheresse), feux de forêts, mouvements de terrains et séisme (sismicité faible). Un site publié par le BRGM permet d'évaluer simplement et rapidement les risques d'un bien localisé soit par son adresse soit par le numéro de sa parcelle.
Verteillac est exposée au risque de feu de forêt. L’arrêté préfectoral du 14 mars 2013 fixe les conditions de pratique des incinérations et de brûlage dans un objectif de réduire le risque de départs d’incendie. À ce titre, des périodes sont déterminées : interdiction totale du 15 février au 15 mai et du 15 juin au 15 octobre, utilisation réglementée du 16 mai au 14 juin et du 16 octobre au 14 février. En septembre 2020, un plan inter-départemental de protection des forêts contre les incendies (PidPFCI) a été adopté pour la période 2019-2029,.

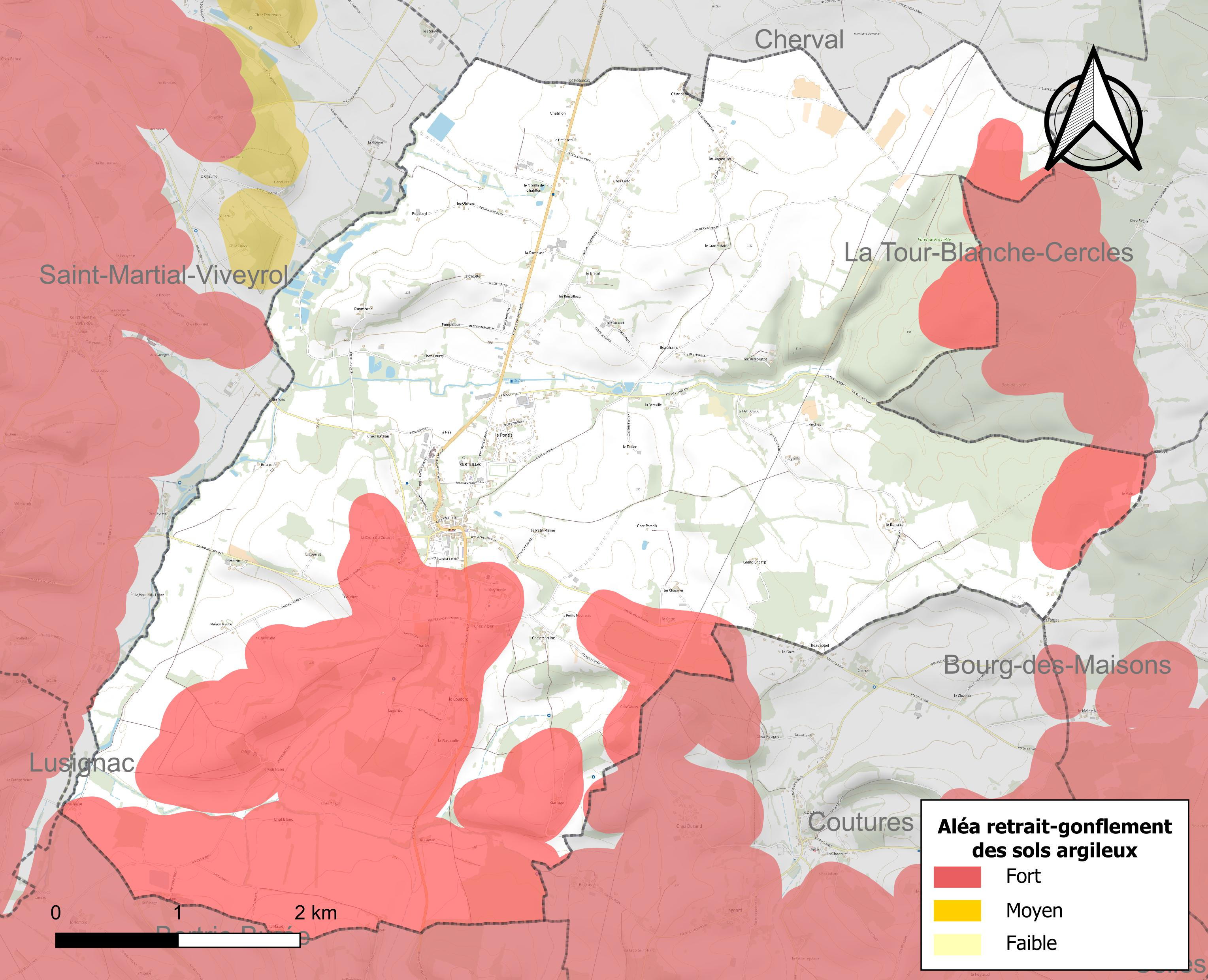
Carte des zones d'aléa retrait-gonflement des sols argileux de Verteillac.

Les mouvements de terrains susceptibles de se produire sur la commune sont des tassements différentiels. Le retrait-gonflement des sols argileux est susceptible d'engendrer des dommages importants aux bâtiments en cas d’alternance de périodes de sécheresse et de pluie. 28,2 % de la superficie communale est en aléa moyen ou fort (58,6 % au niveau départemental et 48,5 % au niveau national métropolitain). Depuis le 1er octobre 2020, en application de la loi ÉLAN, différentes contraintes s'imposent aux vendeurs, maîtres d'ouvrages ou constructeurs de biens situés dans une zone classée en aléa moyen ou fort,.
La commune a été reconnue en état de catastrophe naturelle au titre des dommages causés par les inondations et coulées de boue survenues en 1982, 1983, 1988 et 1999, par la sécheresse en 1989, 1992, 1996 et 2005 et par des mouvements de terrain en 1999.

## Toponymie

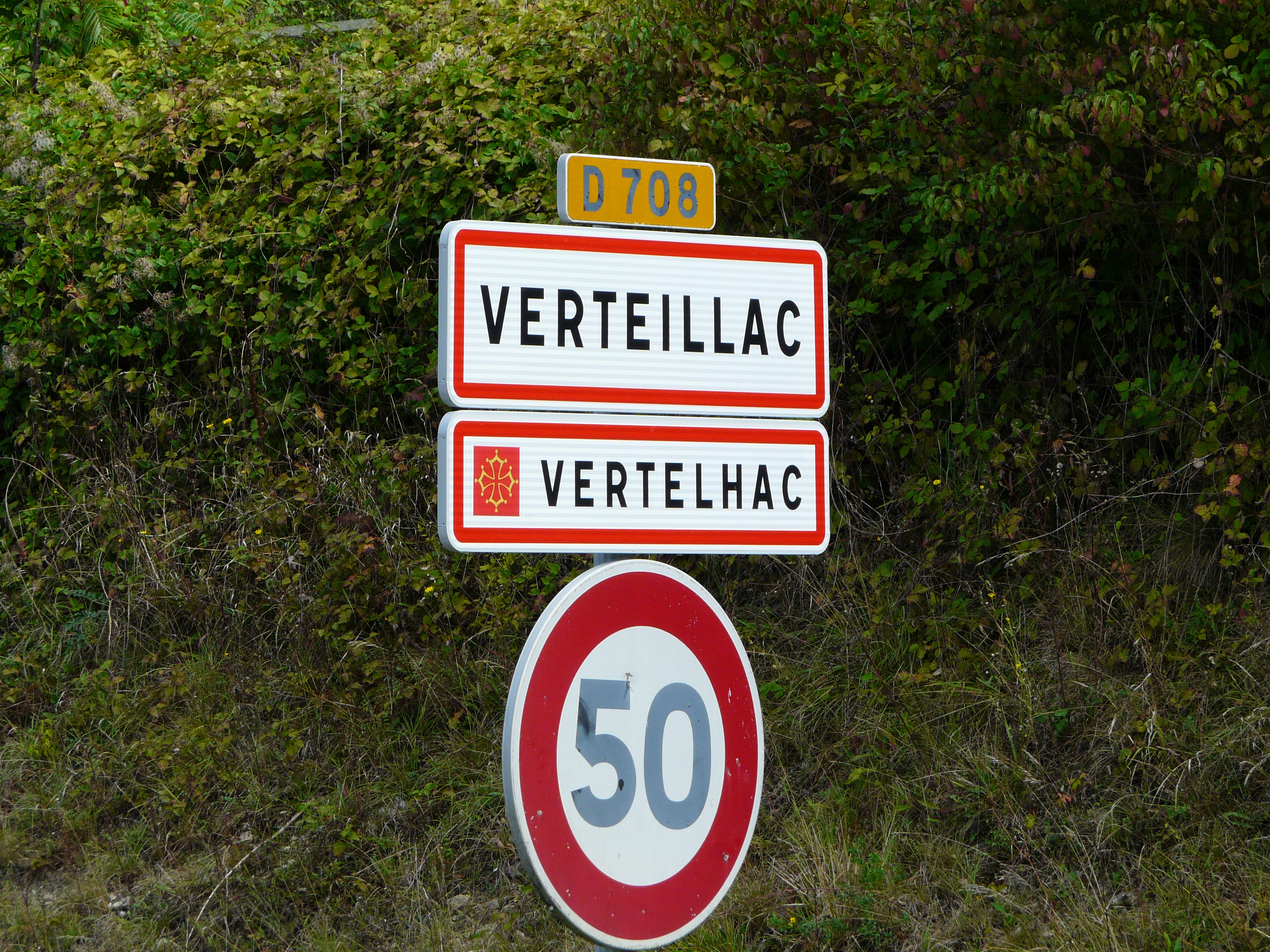
Panneau en français et en occitan.

En occitan, la commune porte le nom de Vertelhac.

## Politique et administration

### Rattachements administratifs
Dès 1790, la commune de Verteillac est le chef-lieu du canton de Verteillac qui dépend du district de Ribérac jusqu'en 1795, date de suppression des districts. En 1801, le canton est rattaché à l'arrondissement de Ribérac jusqu'en 1926, date de la suppression de cet arrondissement. À cette dernière date, il est rattaché à l'arrondissement de Périgueux.
Dans le cadre de la réforme de 2014 définie par le décret du 21 février 2014, ce canton disparaît aux élections départementales de mars 2015. La commune est alors rattachée au canton de Ribérac.

### Intercommunalité
Fin 1996, Verteillac intègre dès sa création la communauté de communes du Verteillacois dont elle est le siège. Celle-ci est dissoute au 31 décembre 2013 et remplacée au 1er janvier 2014 par la communauté de communes du Pays Ribéracois, renommée en 2019 communauté de communes du Périgord Ribéracois.

### Administration municipale
La population de la commune étant comprise entre 500 et 1 499 habitants au recensement de 2017, quinze conseillers municipaux ont été élus en 2020,.

### Liste des maires

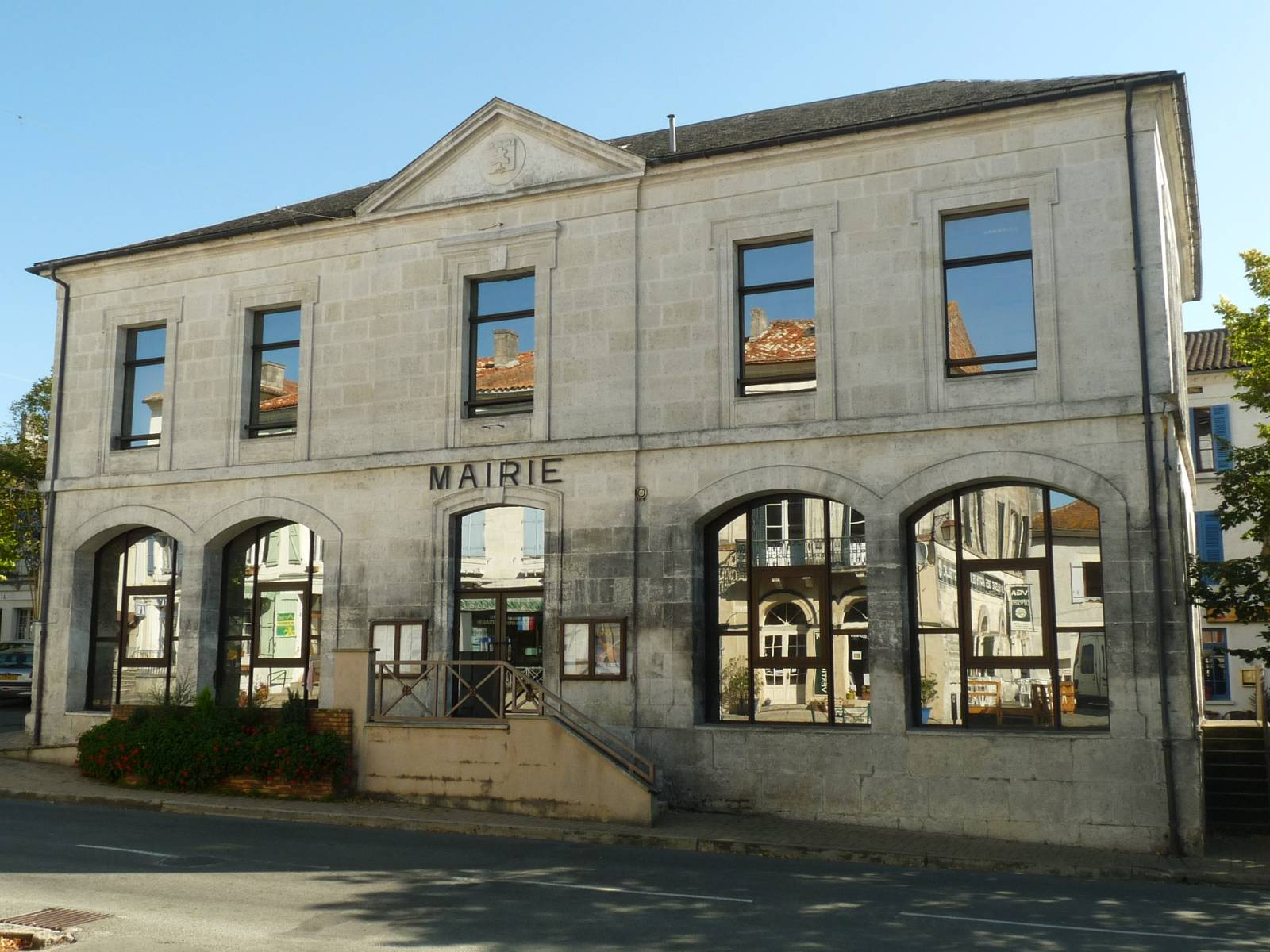
La mairie de Verteillac.

| Période                                  | Période      | Identité            | Étiquette | Qualité                    |
| ---------------------------------------- | ------------ | ------------------- | --------- | -------------------------- |
| Les données manquantes sont à compléter. |              |                     |           |                            |
|                                          |              |                     |           |                            |
| 1995                                     | mars 2008    | Jean Ferrier        |           | Retraité de la gendarmerie |
| mars 2008                                | avril 2014   | Jean-Pierre Bordier | SE        | Retraité de La Poste       |
| avril 2014                               | juillet 2020 | Hervé de Vilmorin   |           |                            |
| juillet 2020                             | En cours     | Régis Defraye       |           |                            |

### Jumelages

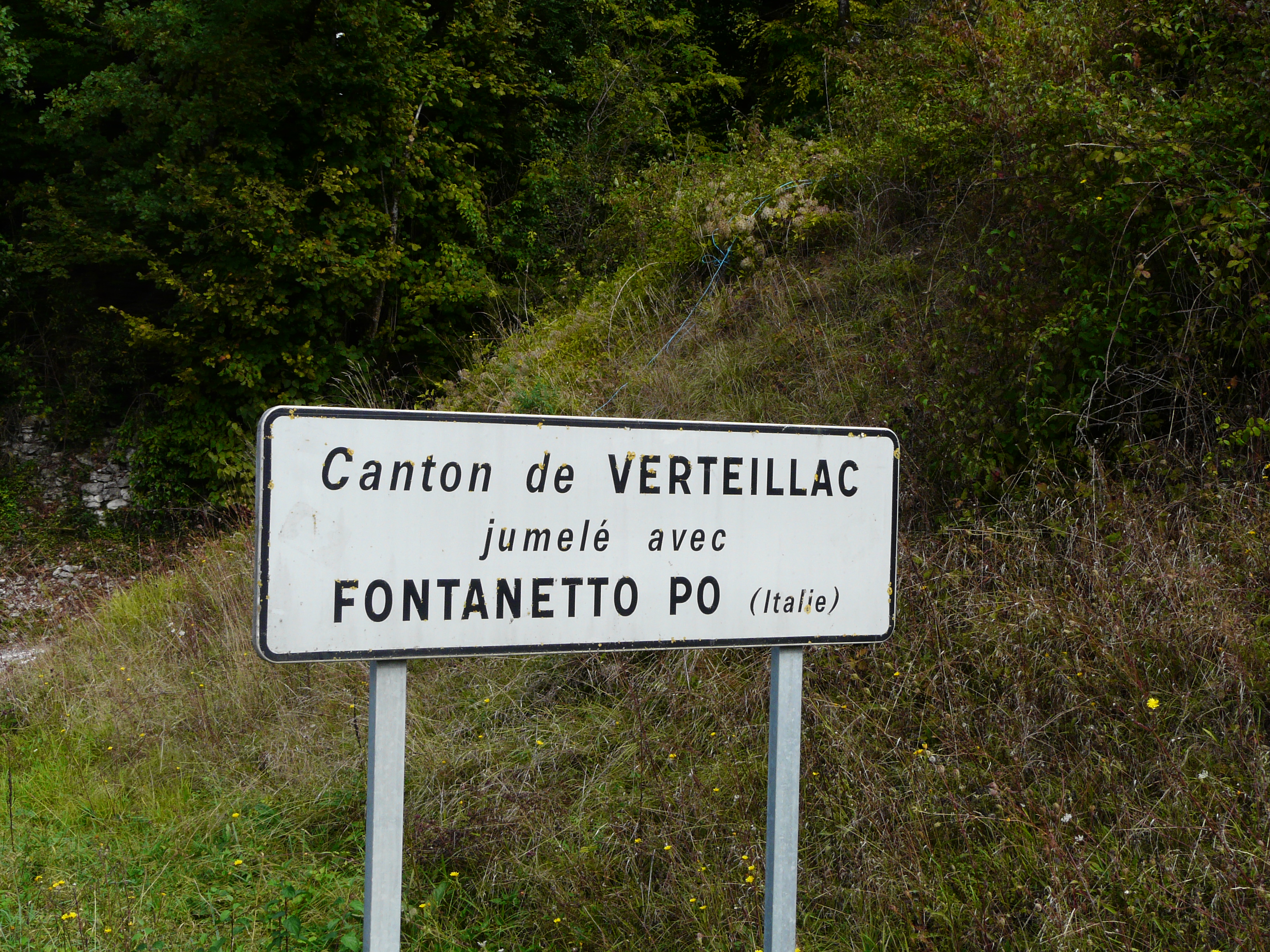
Panneau de jumelage avec Fontanetto Po.

L'ensemble des communes de l'ancien canton de Verteillac, dont Verteillac était le chef-lieu, est jumelé avec la commune italienne de Fontanetto Po, de même que la commune d'Allemans. Ce jumelage qui date de 1988 a été signé en 1990 en Italie et en 1991 en France.

## Équipements et services publics

### Enseignement
La commune dispose d'une école primaire publique Joséphine-Baker, dont le nom est officialisé en septembre 2024.

### Santé
La commune compte une maison de santé rurale.

### Justice
En 2023, dans le domaine judiciaire, Verteillac relève : 
- du tribunal judiciaire, du tribunal pour enfants, du conseil de prud'hommes et du tribunal de commerce de Périgueux ;
- du pôle Nationalité du tribunal judiciaire de Périgueux (compétent uniquement dans le domaine de la nationalité) ;
- de la cour d'appel, du tribunal administratif et de la  cour administrative d'appel de Bordeaux.

## Population et société

### Démographie

#### Évolution démographique
L'évolution du nombre d'habitants est connue à travers les recensements de la population effectués dans la commune depuis 1793. Pour les communes de moins de 10 000 habitants, une enquête de recensement portant sur toute la population est réalisée tous les cinq ans, les populations de référence des années intermédiaires étant quant à elles estimées par interpolation ou extrapolation. Pour la commune, le premier recensement exhaustif entrant dans le cadre du nouveau dispositif a été réalisé en 2005.

En 2022, la commune comptait 546 habitants, en évolution de −18,87 % par rapport à 2016 (Dordogne : +0,37 %, France hors Mayotte : +2,11 %).
| 1793  | 1800 | 1806 | 1821 | 1831  | 1836  | 1841  | 1846  | 1851  |
| ----- | ---- | ---- | ---- | ----- | ----- | ----- | ----- | ----- |
| 1 070 | 931  | 903  | 950  | 1 040 | 1 031 | 1 076 | 1 083 | 1 116 |

| 1856  | 1861  | 1866  | 1872  | 1876  | 1881  | 1886  | 1891  | 1896  |
| ----- | ----- | ----- | ----- | ----- | ----- | ----- | ----- | ----- |
| 1 120 | 1 188 | 1 171 | 1 117 | 1 146 | 1 120 | 1 147 | 1 075 | 1 054 |

| 1901 | 1906 | 1911 | 1921 | 1926 | 1931 | 1936 | 1946 | 1954 |
| ---- | ---- | ---- | ---- | ---- | ---- | ---- | ---- | ---- |
| 941  | 961  | 906  | 820  | 810  | 798  | 806  | 757  | 719  |

| 1962 | 1968 | 1975 | 1982 | 1990 | 1999 | 2005 | 2006 | 2010 |
| ---- | ---- | ---- | ---- | ---- | ---- | ---- | ---- | ---- |
| 683  | 655  | 652  | 724  | 706  | 675  | 645  | 641  | 642  |

| 2015 | 2020 | 2022 | - | - | - | - | - | - |
| ---- | ---- | ---- | - | - | - | - | - | - |
| 668  | 547  | 546  | - | - | - | - | - | - |

#### Pyramide des âges
La population de la commune est relativement âgée.
En 2018, le taux de personnes d'un âge inférieur à 30 ans s'élève à 18,5 %, soit en dessous de la moyenne départementale (27,1 %). À l'inverse, le taux de personnes d'âge supérieur à 60 ans est de 50,8 % la même année, alors qu'il est de 36,5 % au niveau départemental.
En 2018, la commune comptait 300 hommes pour 332 femmes, soit un taux de 52,53 % de femmes, légèrement supérieur au taux départemental (51,82 %).
Les pyramides des âges de la commune et du département s'établissent comme suit.
| Hommes | Classe d’âge | Femmes |
| ------ | ------------ | ------ |
| 0,8    | 90 ou +      | 4,5    |
| 16,2   | 75-89 ans    | 17,1   |
| 30,3   | 60-74 ans    | 32,3   |
| 21,5   | 45-59 ans    | 18,5   |
| 9,6    | 30-44 ans    | 11,9   |
| 10,8   | 15-29 ans    | 7,3    |
| 10,8   | 0-14 ans     | 8,4    |

| Hommes | Classe d’âge | Femmes |
| ------ | ------------ | ------ |
| 1,2    | 90 ou +      | 2,9    |
| 10,6   | 75-89 ans    | 13,4   |
| 23,6   | 60-74 ans    | 23,7   |
| 20,9   | 45-59 ans    | 20,7   |
| 15,5   | 30-44 ans    | 14,8   |
| 13,5   | 15-29 ans    | 11,6   |
| 14,8   | 0-14 ans     | 12,9   |

### Manifestations culturelles et festivités
Les 28 et 29 juin 2014, Verteillac a organisé la 95e félibrée, la fête occitane qui a lieu tous les ans au début de l'été dans une commune de Dordogne.

### Sports
- Fête du sport, le premier samedi de juin (18e édition en 2025)[62].
- Le Football-club Pays de Mareuil, en Régionale 3, fusionne à l'été 2022 avec Les Merles blancs du TSMB/Verteillac pour former un nouveau club : le Football-club La Tour/Mareuil/Verteillac (FCLTMV)[63].

## Économie

### Emploi
En 2015, parmi la population communale comprise entre 15 et 64 ans, les actifs représentent 262 personnes, soit 39,2 % de la population municipale. Le nombre de chômeurs (quarante-cinq) a fortement augmenté par rapport à 2010 (vingt-neuf) et le taux de chômage de cette population active s'établit à 17,2 %.

### Établissements
Au 31 décembre 2015, la commune compte 94 établissements, dont quarante-neuf au niveau des commerces, transports ou services, dix-sept relatifs au secteur administratif, à l'enseignement, à la santé ou à l'action sociale, quinze dans l'agriculture, la sylviculture ou la pêche, huit dans la construction, et cinq dans l'industrie.

## Culture locale et patrimoine

### Lieux et monuments
- Château du Breuil, XVIe et XVIIe siècles[67]

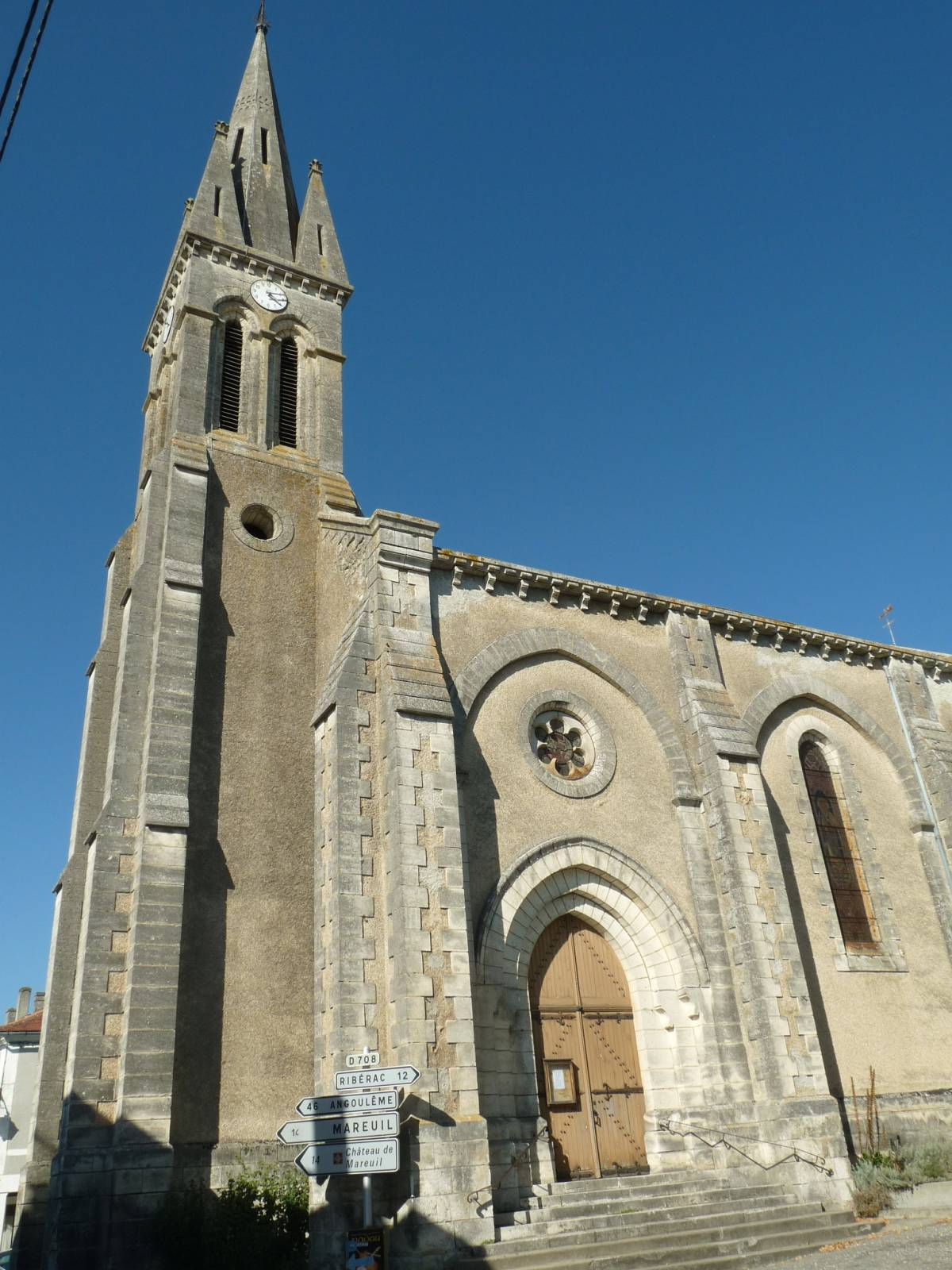
L'église de Verteillac.

- Château de la Grénerie, XIXe siècle[68]
- Château de la Meyfrenie, XIXe siècle, inscrit au titre des monuments historiques[69]
- Église Notre-Dame-de-l'Assomption, XIIe et XIXe siècles[70]

### Patrimoine naturel
Au nord, en bordure de la commune de Cherval, près d'un quart du territoire communal correspond à une zone naturelle d'intérêt écologique, faunistique et floristique (ZNIEFF) de type II : le plateau de Cherval, remarquable pour sa variété d'oiseaux dont plusieurs font l'objet d'une protection par la directive européenne : Bruant ortolan (Emberiza hortulana), Busard cendré (Circus pygargus), Busard Saint-Martin (Circus cyaneus), Engoulevent d'Europe (Caprimulgus europaeus), Grande Outarde (Otis tarda), Pie-grièche écorcheur (Lanius collurio), Pipit rousseline (Anthus campestris),.

### Personnalités liées à la commune
- Camille Merlaud (1877-1957), artiste peintre périgourdin de style impressionniste, né à Verteillac[73]
- Martine Aurillac (1939-), députée de Paris, a été conseillère municipale de Verteillac de 1971 à 1977.

### Héraldique
| Blason de Verteillac | Blason  | D'or au chêne arraché de sinople fruité de douze glands du champ, au chef d'azur chargé de trois étoiles d'or. |
| Blason de Verteillac | Détails | Le statut officiel du blason reste à déterminer.                                                               |

## Pour approfondir